# 아서 가이튼
아서 클리프턴 가이튼(Arthur Clifton Guyton, 1919년 9월 8일 ~ 2003년 4월 3일)은 미국의 생리학자였다.
가이튼은 의학 생리학 교과서로 잘 알려져 있으며, 이 교과서는 의과대학에서 이 주제에 대한 표준 교과서가 되었다. 초판은 1956년에 출판되었고, 제10판은 2000년(Guyton이 사망하기 전 마지막), 2010년에 제12판이 출판되었다. 제14판(2020)이 최신 버전이다. 이 책은 세계에서 가장 많이 팔린 의학 생리학 교과서이며 최소 15개 언어로 번역되었다.

## 심혈관 생리학
Guyton은 심박출량의 생리학과 말초 순환(peripheral vascular system)과의 관계를 연구한 1950년대의 실험으로 가장 유명하다(예: Guyton 1976년판의 23장, 또는 Guyton 1991 및 Guyton & Hall의 2006년판의 20장 참조).
심장 자체가 심박출량을 조절한다는 통념을 뒤집은 것이 바로 이 작업이었다. 대신 Guyton은 심박출량의 진정한 조절자인 산소가 신체 조직에 필요하다는 것을 입증했다. 우심방압과 심박출량 사이의 관계를 설명하는 "가이튼 곡선"(Guyton curve)은 순환 생리학을 이해하는 기초를 형성한다. 이 주제는 원본 출판물에 대한 참조가 포함된 Guyton의 교과서(예: Guyton 1976; Guyton 1991; Guyton & Hall 2006)에 잘 설명되어 있다.

### 가이튼 모형

가이튼 그림의 가로축은 우심방압 또는 중심정맥압, 세로축은 심박출량 및 정맥환류량을 나타낸다. 우상향하는 붉은 곡선은 심박출량곡선, 우하향하는 푸른 곡선은 정맥환류곡선이다. 두 곡선이 만나는 지점에서 정상 상태가 형성된다.

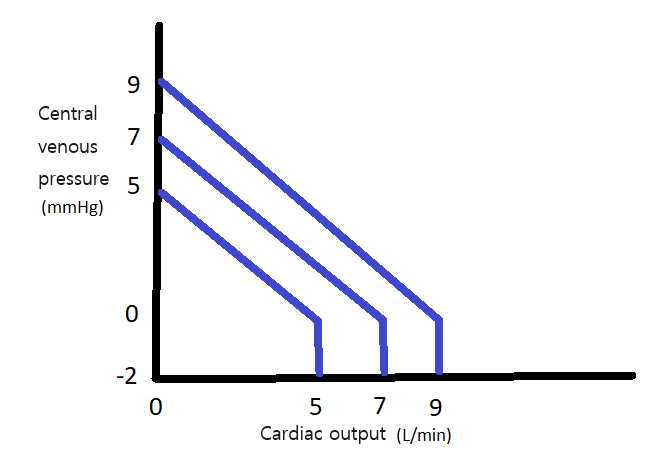
심박출량의 변화에 따른 중심정맥압의 경향. 세 가지 기능은 생리학적 조건(중앙), 감소된 전부하(예: 출혈, 하단 곡선) 및 증가된 전부하(예: 수혈 후, 상단 곡선)의 추세를 나타낸다.

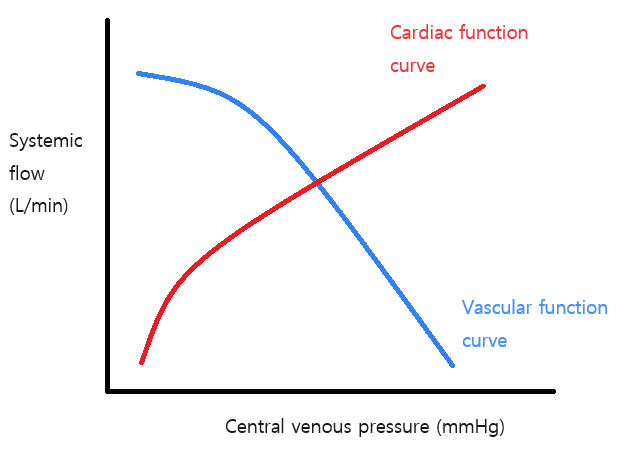
심장 기능 곡선은 중심 정맥압의 함수로서 전신 흐름이 어떻게 변화하는지를 나타낸다. 이는 프랑크-스탈링 기전을 나타낸다. 혈관 기능 곡선은 "중심 정맥압"이 "전신 흐름"의 함수로 어떻게 변화하는지를 나타낸다. 심장 기능 곡선의 경우 "중심 정맥압"은 독립 변수이고 "전신 흐름"은 종속 변수이다. 혈관 기능 곡선의 경우 그 반대이다.

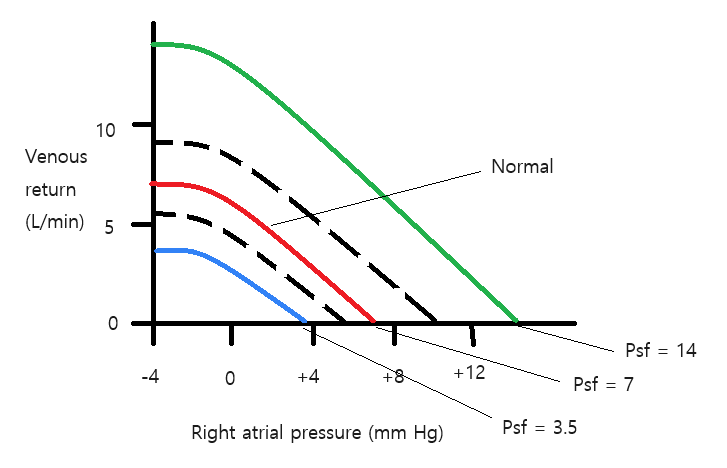
평균 전신 충만압(systemic filling pressure, Psf)이 7mm Hg일 때 정상 곡선과 Psf를 3.5, 7 또는 14 mm Hg로 변경하는 효과를 보여주는 정맥 복귀 곡선.

가이튼의 모형은 우심방압을 독립변수(인과변수)로 사용하지만 이는 올바르지 않다. 심박출량이 독립변수이다.
가이튼 모형의 정맥 복귀 곡선에서 그는 x축에 우심방 압력을 표시했는데 이는 우심방 압력이 실험의 독립 변수였다고 잘못 제안할 수 있다.

## 호흡 모형과 조절

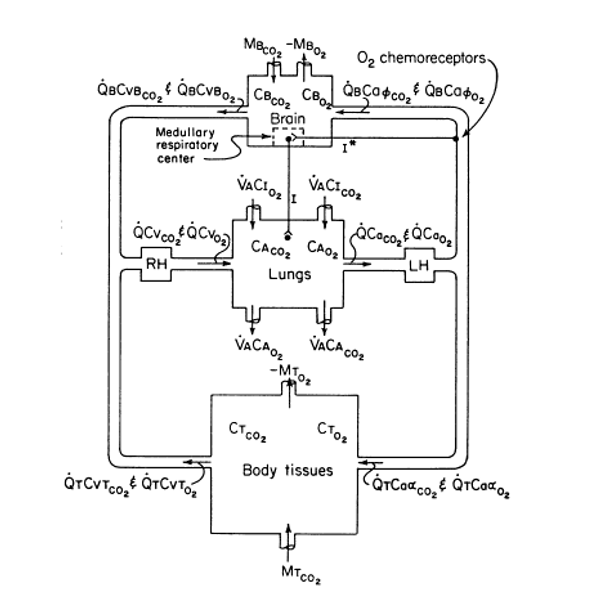
호흡계 모형화

A Mathematical Model of the Human Respiratory Control System도 보시오.

## 사망 기사
The Physiologist 잡지에 실린 그의 사망 기사와 그의 책 11판에 실린 추모(Memoriam)는 아래 내용을 포함하여 대체로 서로 동일하다.

600개 이상의 논문과 40권의 책을 포함하는 Arthur Guyton의 연구 공헌은 전설적이며 심혈관 생리학 역사상 가장 위대한 인물 중 하나로 자리매김하고 있다. 그의 연구는 심혈관 조절의 거의 모든 영역을 다루었으며 현재 고혈압, 심부전 및 부종과 같은 심혈관 질환을 이해하는 데 필수적인 많은 중요한 개념을 이끌어 냈다. 심박출량과 정맥 환류, 음의 간질액압과 조직액량 및 부종의 조절, 조직 혈류 조절 및 전신 혈류 자동 조절, 신장압 나트륨 배설, 및 장기적인 혈압 조절을 포함하는 그의 업적을 제외하고서 심장혈관 조절에 대해 논의하는 것은 어렵다.

## 같이 보기
- 심장 박출량
- 단핵성 식세포계
- 압력반사(압력수용기 반사)

## 참고 문헌
- 위 텍스트에서 Guyton의 전기적 세부 사항에 대한 언급은 주로 Physiologist 잡지에 게재된 사망 기사와 John E. Hall의 메모 및 의학 생리학 교과서(Textbook of Medical Physiology) 11판 서문에서 나온 것이다. 둘 다 중복되는 진술을 포함하고 있으며 때로는 그대로, 때로는 거의 그대로 포함되어 있다.